# Мордовско-Боклинский район
Мордовско-Боклинский район — административно-территориальная единица в составе Оренбургской и Чкаловской областей, существовавшая в 1935—1959 годах. Административный центр — село Мордовская Бокла.
Мордовско-Боклинский район был образован в январе 1935 года в составе Оренбургской (в 1938—1957 — Чкаловской) области.
По данным 1945 года включал 18 сельсоветов: Аксаковский, Алексеевский, Алпаевский, Верхне-Павлушкинский, Григорьевский, имени III Интернационала, Коровинский, Молчановский, Мордовско-Боклинский, Мордовско-Бугурусланский, Новокудринский, Нойкинский, Пронькинский, Русско-Боклинский, Сапожкинский, Старо-Тюринский, Старо-Узелинский и Турхановский.
26 марта 1958 года Мордовско-Боклинский район был переименован в Аксаковский район, а его центр, село Мордовская Бокла — в Советское.
3 апреля 1959 года Аксаковский район был упразднён, а его территория передана в Бугурусланский район.